# هانس ريختر (ممثل أفلام)
هانس ريختر (بالألمانية: Hans Richter)‏ (و. 1919 – 2008 م) هو ممثل أفلام ألماني، توفي في هيبنهايم، عن عمر يناهز 89 عاماً.

## جوائز
حصل على جوائز منها:
- جائزة برلين للفنون [الإنجليزية]‏ (1967)
- نيشان استحقاق صليب الضباط لجمهورية ألمانيا الاتحادية
- نيشان استحقاق صليب الضباط لجمهورية ألمانيا الاتحادية

## وصلات خارجية
- هانس ريختر على موقع IMDb (الإنجليزية)
- هانس ريختر على موقع مونزينجر (الألمانية)
- هانس ريختر على موقع ألو سيني (الفرنسية)
- هانس ريختر على موقع ميوزك برينز (الإنجليزية)
- هانس ريختر على موقع أول موفي (الإنجليزية)
- هانس ريختر على موقع قاعدة بيانات الأفلام السويدية (السويدية)
- هانس ريختر على موقع قاعدة بيانات الفيلم (الإنجليزية)
- هانس ريختر على موقع كينوبويسك (الروسية)